# توني ستروم
توني ستروم (بالسويدية: Tony Ström)‏ هو لاعب كرة قدم سويدي في مركز حراسة المرمى، ولد في 2 فبراير 1954. لعب مع نادي مالمو.